# Big band

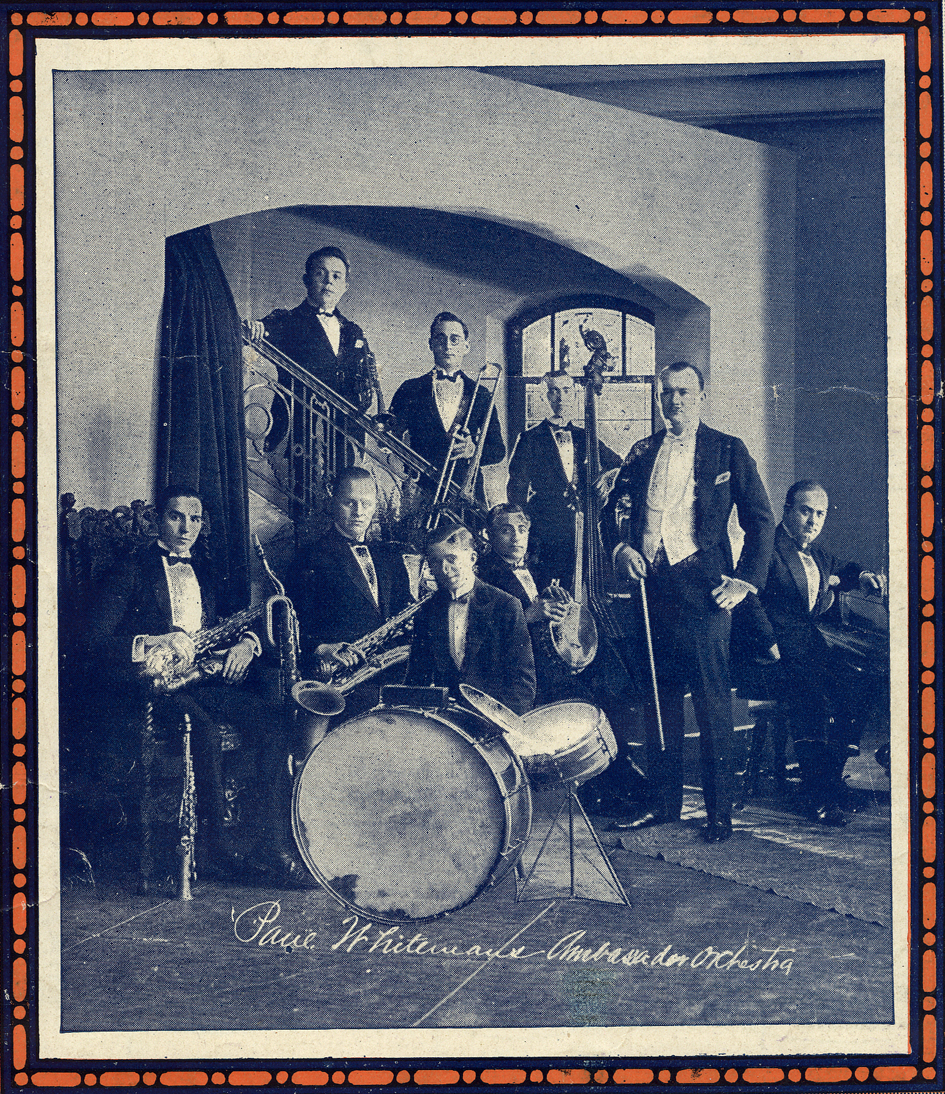
Paul Whiteman Band, 1921

A zenekar szokásos elhelyezkedése

A big band a dzsesszzenében – nagyzenekar. Általában 12–20 főből áll. A kisebb együtteseket combónak nevezik.
A big band dallamot játszó hangszereinek feladata nem szólisztikus, hanem meghangszerelt kórus. A big band – a combóval szemben – megkomponált számokat ad elő.
A big bandek fénykora a swing-korszak volt, nagyjából 1935–1945 között.
A big band hangszerszekciói:
- rézkórus (trombita, pozan, néha kürt)
- szaxofonkórus
- ritmusszekció (nagybőgő, gitár, dob, zongora)

## Híres big bandek
- Count Basie, 1935–84
- Deák Big Band[1]
- Benny Goodman, 1934–86

- Duke Ellington, 1926–74
- Fletcher Henderson, 1923–37
- Woody Herman, 1937–87
- Earl Hines, 1929–48
- Stan Kenton, 1941–79
- Glenn Miller Orchestra, 1938–
- Orlay Chappy BB

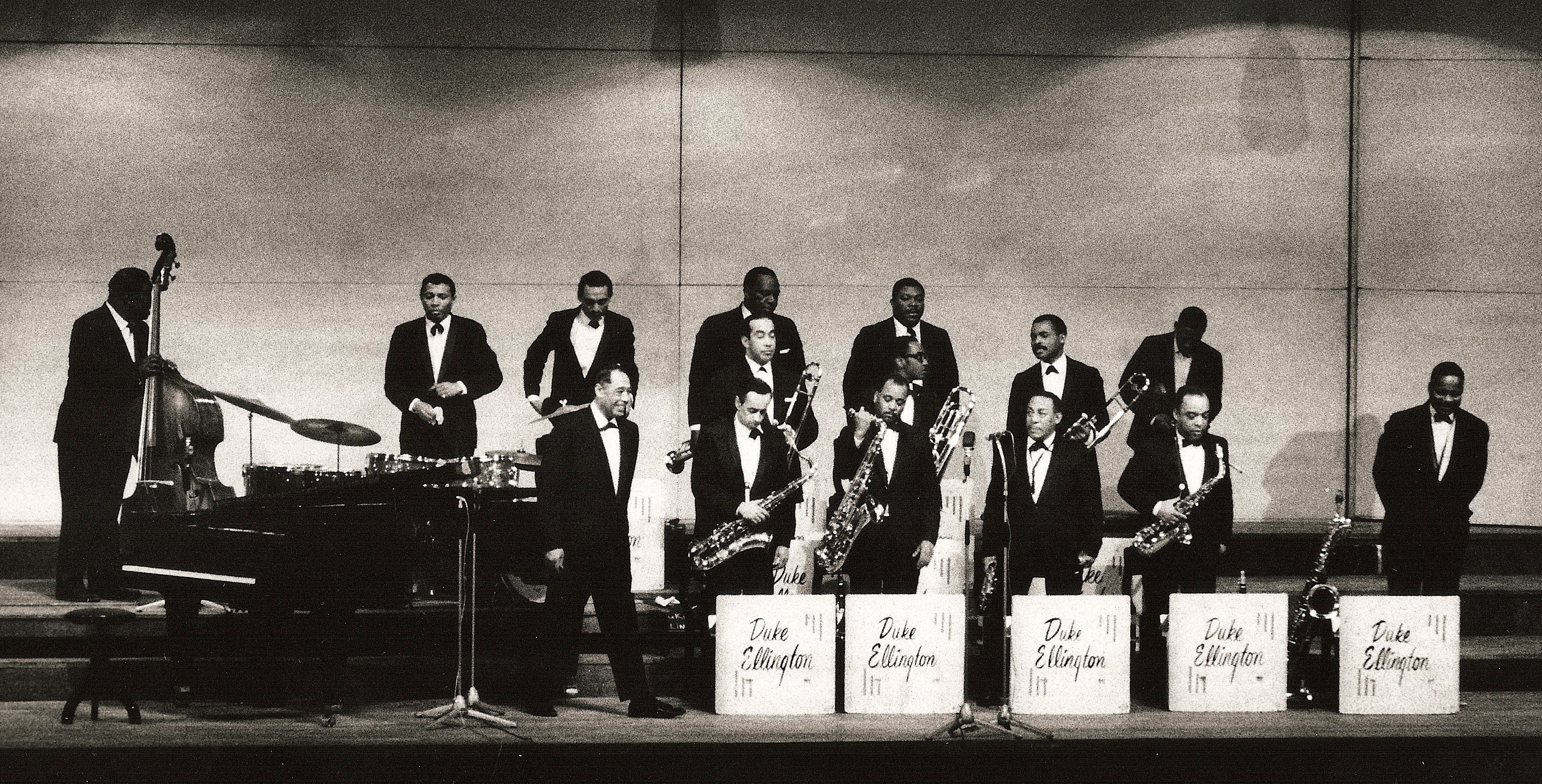
Ellington big bandje 1963-ban

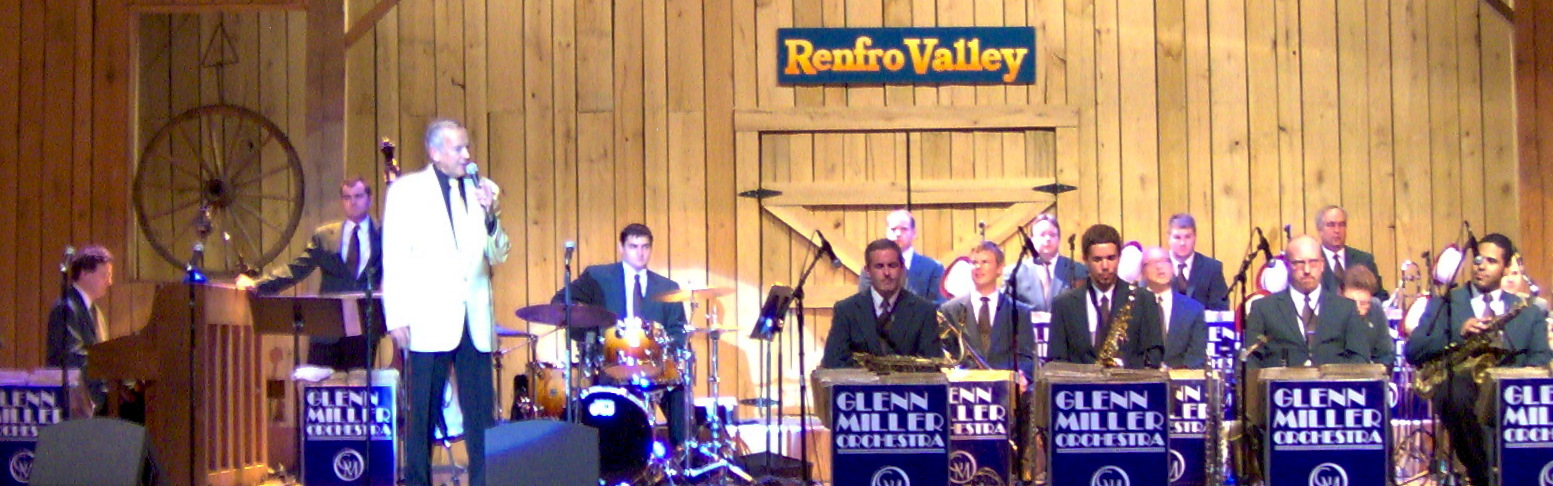
Glenn Miller Orchestra; 2009

- Tomsits Rudolf 1980-tól 1992-ig az újvidéki rádió big band-jének vezetője volt.
- Billy Vaughn (1954–1991)
- Tommy Vig, 1964–
- Chik Webb, 1931–39

Olykor-olykor a Magyar Rádiónak is van/volt big bandje.